# Gelis rufipes
Gelis rufipes är en stekelart som först beskrevs av Forster 1850.  Gelis rufipes ingår i släktet Gelis och familjen brokparasitsteklar. Arten är reproducerande i Sverige. Inga underarter finns listade i Catalogue of Life.